# Tomáš Komara
Tomáš Komara (* 23. května 1994, Spišské Podhradie) je slovenský fotbalový záložník či obránce, od roku 2013 působící v A-týmu FK Senica. Jeho oblíbeným klubem je anglický Arsenal FC, fotbalovým vzorem Tomáš Rosický.

## Klubová kariéra
Rodák ze Spišského Podhradie začal s fotbalem ve svých 14 letech v 1. FC Tatran Prešov, odkud odešel do FK Senica.

### FK Senica
V týmu se postupně propracoval přes tým U19 do prvního mužstva (v létě 2013). V červnu 2013 byl se senickým mládežnickým týmem na turnaji v Haagu, kde byl vyhlášen nejlepším hráčem turnaje. Cenu mu předal slavný nizozemský trenér Louis van Gaal. Do A-týmu Senice byl pozván týden po turnaji v Holandsku.

#### Sezona 2013/14
Ve slovenské nejvyšší soutěži debutoval pod trenérem Eduarden Pagáčem v ligovém utkání 4. kola 4. srpna 2013 proti FK AS Trenčín (výhra Senice 3:1), dostal se na hrací plochu v 87. minutě, když vystřídal Milana Jiráska. Do konce ročníku přidal ještě dalších 6 startů, gólově se neprosadil.

#### Sezona 2014/15
První svůj gól za Senici vstřelil v ligovém utkání 31. kola 20. května 2015 proti MFK Ružomberok (výhra Senice 4:2). Celkem v sezoně odehrál 20 zápasů, dal jeden gól.

#### Sezona 2015/16
V sezoně se poprvé střelecky prosadil v zápase 6. kola proti mužstvu MŠK Žilina, když dal první branku v zápase (utkání nakonec skončilo prohrou Senice 1:4).

## Klubové statistiky
Aktuální k 3. srpnu 2015
| Sezona  | Klub      | Soutěž       | Zápasy | Góly |
| ------- | --------- | ------------ | ------ | ---- |
| 2013/14 | FK Senica | Corgoň liga  | 7      | 0    |
| 2014/15 | FK Senica | Fortuna liga | 20     | 1    |